# Cannock
Cannock är en stad i grevskapet Staffordshire i England. Staden är huvudort i distriktet Cannock Chase och ligger cirka 13 kilometer nordost om Wolverhampton samt cirka 14 kilometer sydost om Stafford. Tätortsdelen  Cannock hade 67 768 invånare vid folkräkningen år 2011.
Cannock ligger söder om naturområdet Cannock Chase. Namnet Cannock kommer från fornengelskans cnocc som betyder kulle. Namnet blev sedan modifierat av normanderna genom insättandet av en vokal till canoc. Orten var liten innan gruvdriften av kol ökade kraftigt under mitten av 1800-talet. Cannock fortsatte efter det att växa i snabb takt. Den sista kolgruvan lades ned 1993 och därmed finns det inte längre någon tung industri kvar i staden. Många av stadens invånare pendlar istället till omkringliggande städer för arbete.
Området var tidigare ett kungligt jaktområde.
Staden nämndes i Domedagsboken (Domesday Book) år 1086, och kallades då Chenet.